# Route nationale 260 (France)
Pour les articles homonymes, voir Route nationale 260.
La route nationale 260 ou RN 260 était une route nationale française reliant Angers à Mûrs-Erigné en contournant Les Ponts-de-Cé par l'est. En 2006, la section d'Angers à la RN 1160 à Sorges a été déclassée en RD 260. La section de Sorges à Mûrs-Érigné a été intégrée à l'A87.